# Ulawun
De Ulawun is een vulkaan op het eiland Nieuw-Brittannië in Papoea-Nieuw-Guinea, ongeveer 130 kilometer ten zuidwesten van Rabaul.
Het is met 2334 meter de hoogste berg van de Bismarck-archipel en een van de actiefste vulkanen van Papoea-Nieuw-Guinea. In het gebied rond de vulkaan leven een paar duizend mensen. William Dampier noteerde voor het eerst een eruptie van deze vulkaan in 1700. Sinds de 18e eeuw zijn er al 22 erupties geregistreerd.
De Ulawun stoot voortdurend as uit, en is vrijwel permanent actief met kleine aardbevingen en erupties.
Het magma van de Ulawun bestaat voornamelijk uit basalt en andesiet. Recent onderzoek heeft uitgewezen dat de Ulawun circa 7 kg SO2 per seconde uitstoot. Dit is ongeveer 2% van de totale wereldwijde SO2 emissie.
De Ulawun is een van de zestien Decade Volcanoes die zijn aangewezen door de IAVCEI in verband met hun geschiedenis van grote uitbarstingen en de nabijgelegen bewoonde gebieden.
Avatsja · Colima · Etna · Galeras · Mauna Loa · Merapi · Nyiragongo · Mount Rainier · Sakurajima · Santa Maria · Santorini · Taal · El Teide · Ulawun · Unzen · Vesuvius